# Східноантарктичний льодовиковий щит
80° пд. ш. 80° сх. д. / 80° пд. ш. 80° сх. д.
Східноантарктичний льодовиковий щит (EAIS) — один з двох великих льодовикових щитів Антарктиди і найбільший на всій планеті. EAIS лежить між 45° W і 168° E в поздовжньому напрямку.
EAIS значно більший за площею і масою, ніж Західноантарктичний льодовиковий щит (WAIS). Відокремлений від WAIS Трансантарктичними горами. EAIS має у підмурівку суходіл, тоді як WAIS, спирається в основному на корінні породи розташовані нижче рівня моря. EAIS має у своєму складі найтовстіший лід Антарктиди — 4800 м. Також на його терені розташовано Південний полюс.
Східно-Антарктичні хребти — група гірських хребтів розташованих під EAIS. Тільки 29 вершин наразі прорізають EAIS і перевищують 2000 метрів над рівнем моря.
За дослідженням GRACE EAIS втрачає масу в розмірі 57 мільярдів тонн/рік, а загалом Антарктичний льодовиковий щит (WAIS і EAIS разом) втрачає масу в розмірі 152 км³ (близько 139 млрд тонн) на рік.
Згідно з сучасними палеокліматичними моделями, нинішній Східноантарктичний льодовиковий щит почав формуватися близько 35-33 млн років тому в еоценовий період, коли снігові шапки вершин гір Гамбурцева почали розростатися, згодом об'єднавшись в єдиний льодовий масив, що зрештою вкрив кількасотметровим шаром увесь континент.

## Територіальні претензії
Багато країн мають претензії на частину Антарктиди. На частку терену EAIS претендують Велика Британія, Франція, Норвегія, Австралія, Чилі і Аргентина, іноді дублюючи один одного.